# Dubingiai
Dubingiai est une ville lituanienne située dans la municipalité du district de Molėtai.
Elle est située près du lac Asveja, le plus long lac du pays.